# Verborgene Schuppenwurz
Die Verborgene Schuppenwurz (Lathraea clandestina), auch Pracht-Schuppenwurz genannt, ist eine Pflanzenart aus der Gattung der Schuppenwurzen (Lathraea) in der Familie der Sommerwurzgewächse (Orobanchaceae). Es handelt sich um Vollschmarotzer (Holoparasiten).
Sowohl der Gattungsname Lathraea, abgeleitet vom griechischen Wort λαθραῖος (lathraîos), als auch das Art-Epitheton clandestina, abgeleitet vom lateinischen Wort clandestinus, bedeuten „heimlich“ und beziehen sich auf die verborgene Lebensweise der Pflanzen, die nur während und nach der Blütezeit oberirdisch sichtbar sind.

## Beschreibung

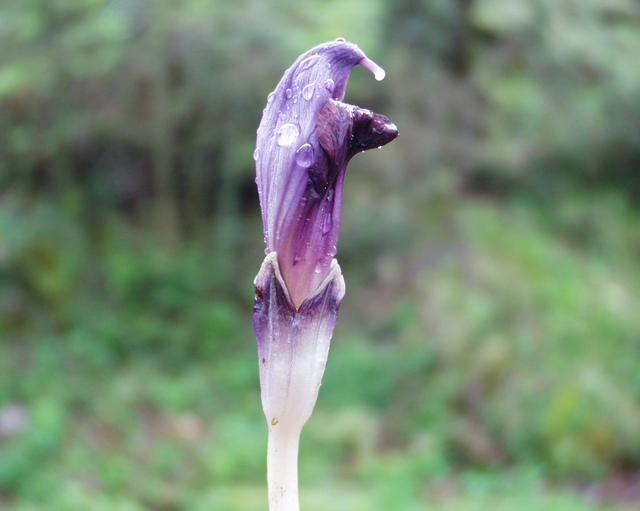
Zygomorphe Blüte, gut zu erkennen sind Kelch und Krone

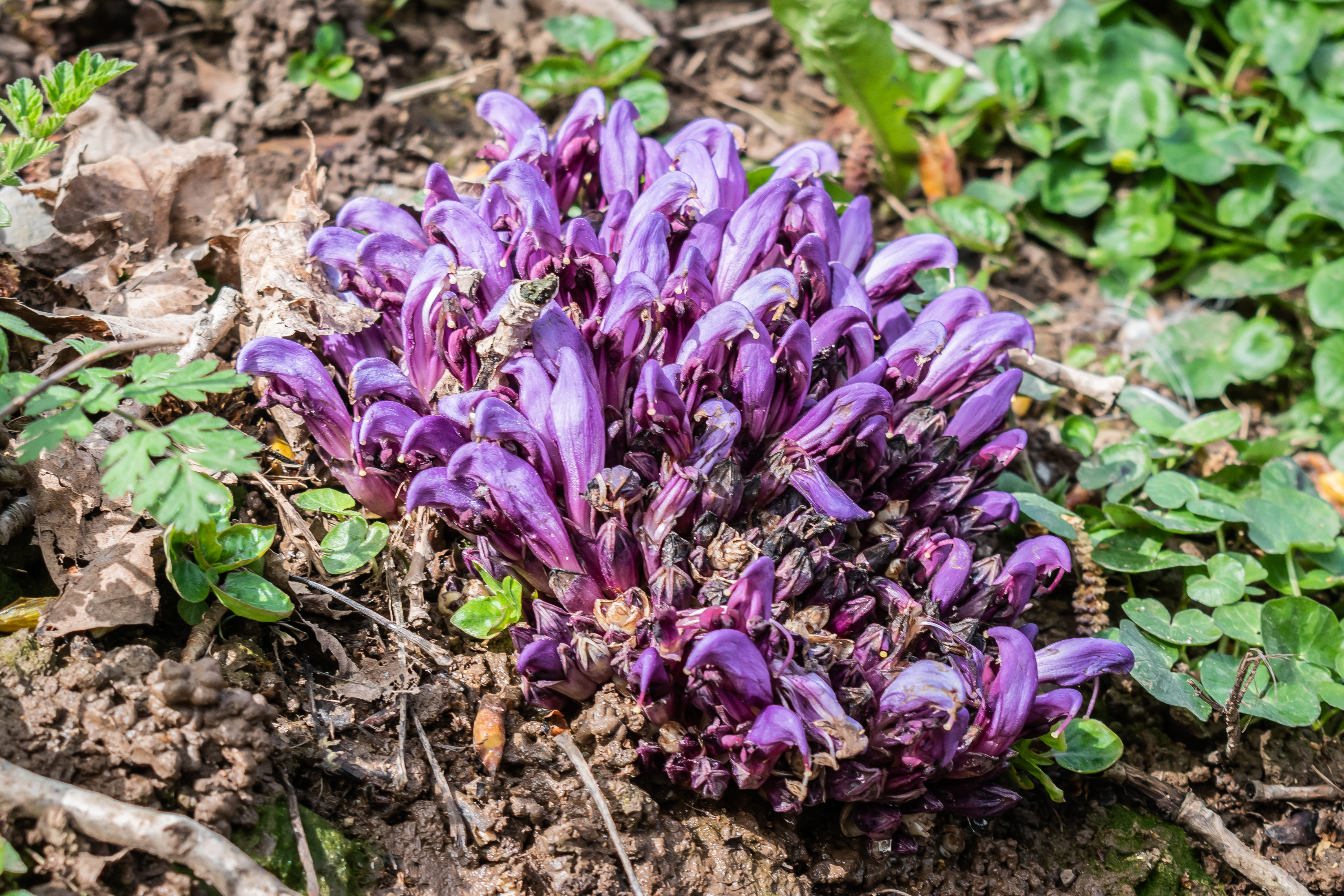
Verborgene Schuppenwurz im Département Aveyron

### Vegetative Merkmale
Die Verborgene Schuppenwurz ist eine parasitische, ausdauernde krautige Pflanze, die außer dem Blüten- sowie Fruchtstand vollständig unterirdisch lebt. Sie entwickelt keine grünen Blätter.

### Generative Merkmale
Die Blütezeit reicht von Februar bis Juni. Nur der Blütenstand ist oberirdisch. Der Blütenstand enthält ein Tragblatt; Vorblätter fehlen. Die kahlen, fleischigen Tragblätter sind bei einer Länge von 4 bis 10 Millimetern sowie einer Breite von 5 bis 12 Millimetern rundlich oder herzförmig. Im Blütenstand stehen 4 bis 12, selten bis zu 18 mehr oder weniger aufrechte Blüten dicht beieinander.
Die zwittrigen Blüten sind zygomorph und vierzählig mit doppelter Blütenhülle. Die Kelchblätter sind glockenförmig verwachsen und der Blütenkelch endet vierlappig. Der Kelch ist 14 bis 15 Millimeter lang und 8 bis 10 Millimeter breit. Die Kelchröhre ist kahl und besitzt vier erhabene Nerven. Der Kelch ist hell und am oberen Ende violett. Die vier Kelchzipfel sind dreieckig. Die rotviolette Blütenkrone ist 4 bis 6 Zentimeter lang und zweilippig. Die Oberlippe ist gebogen und seitlich zusammengedrückt; sie endet in einen Schnabel. Die Unterlippe ist rötlicher gefärbt und endet in zurückgeschlagenen Kelchlappen. Die vier Staubblätter überragen die Krone leicht. Der Fruchtknoten ist kugelig und etwas abgeflacht. Der Griffel ist behaart und am oberen Ende drüsig; er überragt der Blütenkrone.
Die Kapselfrucht ist 10 bis 15 Millimeter lang sowie 10 Millimeter breit und enthält drei bis sechs Samen.
Die Chromosomenzahl beträgt 2n = 42.

## Ökologie
Bei der Verborgenen Schuppenwurz handelt sich um einen Vollschmarotzer (Holoparasiten), der auf den Wurzeln von Laubbäumen der Gattungen Salix, Alnus, Populus oder Fagus schmarotzt.
Die Blüten werden von Hummeln besucht.

## Vorkommen
Die Verborgene Schuppenwurz kommt im subozeanisch-temperierten Gebiet von Nordspanien, Frankreich, Italien und dem westlichen Belgien vor. In Frankreich ist die Art westlich einer Linie Caen – Auxerre – Béziers einheimisch. Außerdem sind neophytische Vorkommen aus Frankreich (entlang der belgischen Grenze), Deutschland (zwei Fundorte in Oberbayern) und von den Britischen Inseln bekannt.
Die Verborgene Schuppenwurz steigt in Frankreich bis in Höhen um 1200 m auf, in den Pyrenäen bis 1500 (1700) m.
Im Gegensatz zur Gewöhnlichen Schuppenwurz ist die Verborgene Schuppenwurz acidophil, bevorzugt also Standorte mit saureren Böden. 
Sie gedeiht – wie ihre Wirtspflanzen – an feuchten Standorten in Wäldern und Parks.

## Taxonomie
Die Erstveröffentlichung von Lathraea clandestina erfolgte 1753 durch Carl von Linné in Species Plantarum, Tomus II, S. 605. Ein Synonym für Lathraea clandestina L. ist Clandestina rectiflora Lam.